# Tor G. Hultman
Tor G. Hultman, född 10 mars 1933 i Katrineholm, död 10 mars 2009 i Ystad, professor i svenska med didaktisk inriktning vid Lunds universitet (Lärarhögskolan i Malmö), är författare till bland annat Svenska Akademiens språklära.
Hultman belönades med Erik Wellanders språkvårdspris 1991.